# Vallfarten till Kevlaar
Vallfarten till Kevlaar är en svensk stumfilm från 1921, i regi av Ivan Hedqvist och med manus av Ragnar Hyltén-Cavallius, baserad på Heinrich Heines dikt Die Wallfahrt nach Kevlaar. I huvudrollerna syns Torsten Bergström, Concordia Selander, Jessie Wessel, Renée Björling och Manda Björling.

## Handling
I 1820-talets Köln övertalar en mor sin son, som varit sängliggande med melankoli efter sin älskades död, att gå på en vallfart till Kevlaar, där den undergörande madonnan finns. Sonen offrar där ett hjärta av vax till madonnan för att bota sin hjärtesorg. När natten faller stiger madonnan ut ur sin altartavla, skrider fram till sonens säng och lägger handen på hans hjärta. När modern vaknar finner hon att sonen har dött under natten, och hon prisar madonnan för hennes godhet.

## Om filmen
Filmen spelades in hösten 1920 i Filmstaden i Råsunda och på plats i Köln och Rhendalen. 

## Premiären
Vallfarten till Kevlaar hade sin urpremiär på Röda Kvarn i Stockholm och Cosmorama i Göteborg den 9 maj 1921. Som förfilm till stockholmspremiären visades kortfilmen Från Köln till Kevlaar bestående av dokumentära filmbilder tagna under inspelningen av huvudfilmen i Tyskland. Visningen på Röda Kvarn hade även en musikledsagelse utöver det vanliga: kapellmästaren Rudolf Sahlberg hade satt samman ett musikprogram med brottstycken från 32 kompositörer, och utöver den ordinarie biograforkestern hade även Oscarskyrkans kör under ledning Oscar Sandberg engagerats för att ackompanjera filmvisningen. Exakt vilka musikstycken som ingick i Sahlbergs arrangemang är inte känt. 2017 skapades ett nytt kör- och orkesterverk till Vallfarten till Kevlaar av den tyske kompositören Andreas Benz och detta uruppfördes vid en visning av filmen i en kyrka i Heilbronn samma år.

## Restaurering
Vallfarten till Kevlaar restaurerades digitalt av Svenska Filminstitutet 2018 varvid bland annat filmens tintningsfärger rekonstruerades. Premiären på den restaurerade versionen ägde rum på Bonner Sommerkino i Bonn samma år och därefter har filmen även visats i Düsseldorf och Kevelaer.

## Rollista
- Torsten Bergström – ynglingen
- Concordia Selander – ynglingens moder
- Jessie Wessel – madonnan
- Renée Björling – Gretchen
- Manda Björling – Gretchens mor
- Ragnar Hyltén-Cavallius – violinist
- Bell Hedqvist – "Damen"
- B. Paulig – lindansare
- Anna Hofman-Uddgren – lindansarens hustru
- Sven Tropp – balettmästare
- Einar Axelsson – elev i dansskolan
- Siegfried Fischer – ej identifierad roll